# Gira 2008

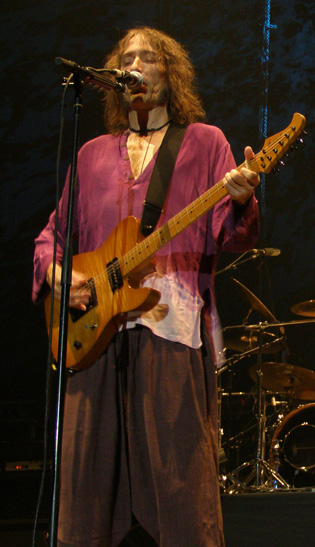
Robe Iniesta en Madrid, noviembre de 2008.

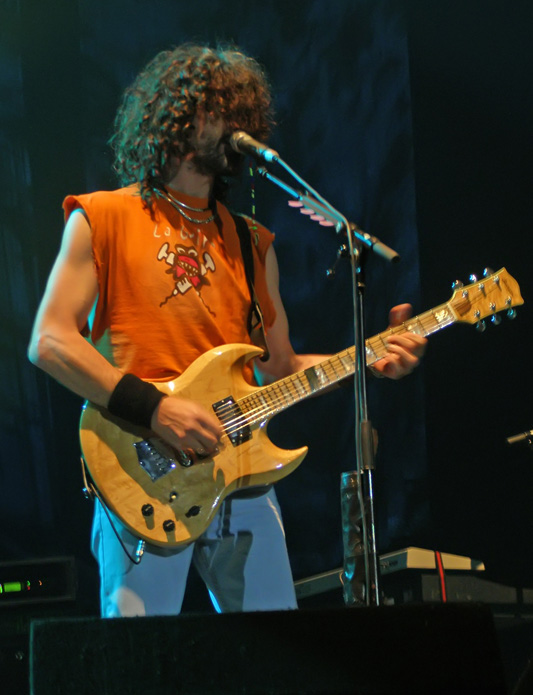
"Uoho" en noviembre de 2008 en el Palacio de los Deportes de Madrid.

Gira 2008, a veces referida como la gira La ley innata debido a que era el álbum que pretendía promocionar, fue el nombre de facto que recibió la gira que la banda Extremoduro realizó durante ese mismo año. Comenzó el 17 de mayo, antes de que el álbum estuviera a la venta, y terminó el 15 de noviembre de 2008 con el disco ya en las tiendas. La asistencia estimada es de 400.000 espectadores entre los 48 conciertos realizados en España.

## Invitados
A partir del segundo concierto de la gira, en Salamanca, Extremoduro incluyó un artista invitado como telonero. Al principio lo reflejó, añadiendo a Calaña en la propia entrada, pero tras un problema con un miembro del grupo, finalmente en Plasencia tuvo que actuar Doctor Deseo. Desde entonces se limitarona a incluir "+ artista invitado", para evitar errores. Así pues, Calaña y Doctor Deseo les acompañaron durante la gira, y en los últimos conciertos, también incluyeron a Memoria de Pez, La Gripe o Poncho K.

## Fechas de la gira
| Fecha                    | Ciudad                             | Lugar                                  |
| ------------------------ | ---------------------------------- | -------------------------------------- |
| España                   |                                    |                                        |
| 17 de mayo de 2008       | Santander                          | Palacio de Deportes de Santander       |
| 30 de mayo de 2008       | Salamanca                          | Multiusos Sánchez Paraíso              |
| 31 de mayo de 2008       | Plasencia                          | Campo de fútbol                        |
| 7 de junio de 2008       | Getafe                             | Estadio Juan de la Cierva              |
| 13 de junio de 2008      | Gerona                             | Pabellón Fontajau                      |
| 14 de junio de 2008      | Reus                               | Pavelló Olimpic                        |
| 20 de junio de 2008      | Jaén                               | Auditorio                              |
| 21 de junio de 2008      | Tomares (Sevilla)                  | Pista Deportes Mascareta               |
| 26 de junio de 2008      | Paiporta (Valencia)                | Festival Viña 2008                     |
| 28 de junio de 2008      | Vitoria                            | Polideportivo Mendizorroza             |
| 4 de julio de 2008       | Santiago de Compostela             | Multiusos Fontes do Sar                |
| 5 de julio de 2008       | Lugo                               | Recinto ferial                         |
| 18 de julio de 2008      | Porreras (Mallorca)                | Parc de N`Hevereta                     |
| 20 de julio de 2008      | Cabanillas del Campo (Guadalajara) | Campo de fútbol                        |
| 24 de julio de 2008      | Irún (Guipúzcoa)                   | Ficoba                                 |
| 26 de julio de 2008      | Valladolid                         | Feria de Muestras                      |
| 27 de julio de 2008      | Ávila                              | Cubierta Multiusos                     |
| 1 de agosto de 2008      | Torre Pacheco (Murcia)             | Recinto Ifepa                          |
| 2 de agosto de 2008      | Muchamiel (Alicante)               | Polideportivo municipal                |
| 8 de agosto de 2008      | Toledo                             | Campo de fútbol                        |
| 9 de agosto de 2008      | Almazán (Soria)                    | Campo de fútbol La Arboleda            |
| 13 de agosto de 2008     | Mérida (Badajoz)                   | Albergue Municipal Juvenil             |
| 15 de agosto de 2008     | Segovia                            | Ciudad Deportiva de La Albuera         |
| 16 de agosto de 2008     | Villarobledo (Albacete)            | Campo de fútbol                        |
| 22 de agosto de 2008     | Ponferrada (León)                  | Auditorio                              |
| 23 de agosto de 2008     | Sarón (Cantabria)                  | Campo de fútbol                        |
| 29 de agosto de 2008     | Málaga                             | Auditorio Municipal                    |
| 30 de agosto de 2008     | Almería                            | Recinto ferial                         |
| 12 de septiembre de 2008 | Oviedo                             | Complejo Deportivo San Lázaro          |
| 13 de septiembre de 2008 | Palencia                           | Plaza de toros                         |
| 19 de septiembre de 2008 | Aranda de Duero (Burgos)           | Recinto ferial                         |
| 20 de septiembre de 2008 | Bilbao                             | Plaza de toros                         |
| 26 de septiembre de 2008 | Beniparrell (Valencia)             | Campo de fútbol                        |
| 27 de septiembre de 2008 | Ciudad Real                        | Auditorio de La Granja                 |
| 3 de octubre de 2008     | Pamplona                           | Carpa Recinto Trinitarios              |
| 4 de octubre de 2008     | Barcelona                          | Fórum                                  |
| 10 de octubre de 2008    | Logroño                            | Palacio de los Deportes                |
| 11 de octubre de 2008    | Zaragoza                           | Interpeñas                             |
| 17 de octubre de 2008    | Lérida                             | Pavelló Camps Elisis                   |
| 18 de octubre de 2008    | Onda (Castellón)                   | Recinto Multiusos                      |
| 24 de octubre de 2008    | Jerez de la Frontera (Cádiz)       | Explanada junto al Palacio de Deportes |
| 25 de octubre de 2008    | Alhendín (Granada)                 | Campo de fútbol municipal              |
| 31 de octubre de 2008    | La Laguna (Santa Cruz de Tenerife) | Plaza del Cristo                       |
| 1 de noviembre de 2008   | Arrecife (Las Palmas)              | Campo de fútbol                        |
| 7 de noviembre de 2008   | La Coruña                          | Palacio de Congresos                   |
| 8 de noviembre de 2008   | Vigo (Pontevedra)                  | Ifevi                                  |
| 14 de noviembre de 2008  | Madrid                             | Palacio de los Deportes                |
| 15 de noviembre de 2008  | Madrid                             | Palacio de los Deportes                |